# Олёкминск
Олёкминск (якут. Өлүөхүмэ) — город (с 1783 г.) в России, административный центр Олёкминского района Республики Саха (Якутия), образует городское поселение город Олёкминск.

## Этимология
Название от гидронима реки Олёкмы, которое предположительно восходит к эвенкийскому Олоохунай — «беличья, богатая белкой». По мнению Е. М. Поспелова, это вряд ли применимо к реке длиной более 1400 километров.

## География
Город расположен на левом берегу Лены, в 630 км от Якутска.

### Климат
Климат города — резко континентальный. Максимум дождей приходится на июль-август, когда со стороны Тихого океана доходят кое-какие осадки.
| Показатель                                                             | Янв.  | Фев.  | Март  | Апр.  | Май   | Июнь | Июль | Авг. | Сен.  | Окт.  | Нояб. | Дек.  | Год   |
| ---------------------------------------------------------------------- | ----- | ----- | ----- | ----- | ----- | ---- | ---- | ---- | ----- | ----- | ----- | ----- | ----- |
| Абсолютный максимум, °C                                                | 2,8   | 1,0   | 11,2  | 18,8  | 31,1  | 35,4 | 36,5 | 37,7 | 26,6  | 18,2  | 6,1   | −0,7  | 37,7  |
| Средний суточный максимум, °C                                          | −26,6 | −20,4 | −8,1  | 3,3   | 13,3  | 22,2 | 24,8 | 21,1 | 11,5  | −0,8  | −16,6 | −26,1 | −0,2  |
| Средняя температура, °C                                                | −30,7 | −25,9 | −15,1 | −2,9  | 7,1   | 15,3 | 18,4 | 14,6 | 6,1   | −5    | −20,8 | −29,9 | −5,7  |
| Средний суточный минимум, °C                                           | −34,6 | −30,7 | −21,8 | −9,2  | 1,0   | 8,5  | 12,0 | 8,8  | 1,4   | −9    | −24,9 | −33,6 | −11   |
| Абсолютный минимум, °C                                                 | −60,1 | −57,6 | −47,4 | −35,1 | −16,1 | −4,7 | 0,2  | −4,4 | −14,5 | −32,1 | −49,1 | −57,2 | −60,1 |
| Норма осадков, мм                                                      | 17    | 11    | 9     | 10    | 32    | 39   | 56   | 49   | 41    | 21    | 21    | 18    | 324   |
| Источник: Погода и климат. pogoda.ru.net. Дата обращения: 4 июля 2025. |       |       |       |       |       |      |      |      |       |       |       |       |       |

| Среднемесячная температура последних лет | Среднемесячная температура последних лет | Среднемесячная температура последних лет | Среднемесячная температура последних лет | Среднемесячная температура последних лет | Среднемесячная температура последних лет | Среднемесячная температура последних лет | Среднемесячная температура последних лет | Среднемесячная температура последних лет | Среднемесячная температура последних лет | Среднемесячная температура последних лет | Среднемесячная температура последних лет | Среднемесячная температура последних лет | Среднемесячная температура последних лет |
| Месяц                                    | Янв                                      | Фев                                      | Мар                                      | Апр                                      | Май                                      | Июн                                      | Июл                                      | Авг                                      | Сен                                      | Окт                                      | Ноя                                      | Дек                                      | Год                                      |
| 2001 год, °C                             | −34,6                                    | −30,0                                    | −17,3                                    | −5,5                                     | 8,3                                      | 17,4                                     | 21,8                                     | 15,2                                     | 3,9                                      | −4,4                                     | −14,1                                    | −29,3                                    | −5,7                                     |
| 2002 год, °C                             | −28,3                                    | −21,1                                    | −11,8                                    | −3,7                                     | 9,4                                      | 16,9                                     | 20,1                                     | 16,6                                     | 6,3                                      | −8,0                                     | −21,1                                    | −33,0                                    | −4,8                                     |
| 2003 год, °C                             | −31,7                                    | −22,9                                    | −10,7                                    | −1,4                                     | 4,8                                      | 15,1                                     | 19,6                                     | 14,6                                     | 7,0                                      | −5,3                                     | −25,0                                    | −22,2                                    | −4,8                                     |
| 2004 год, °C                             | −31,4                                    | −31,7                                    | −15,8                                    | −4,0                                     | 6,0                                      | 13,5                                     | 16,6                                     | 13,1                                     | 6,8                                      | −6,2                                     | −13,8                                    | −36,7                                    | −7,0                                     |
| 2005 год, °C                             | −29,9                                    | −26,9                                    | −15,0                                    | −0,8                                     | 9,2                                      | 16,1                                     | 18,1                                     | 13,0                                     | 8,0                                      | −3,9                                     | −21,7                                    | −32,1                                    | −5,5                                     |
| 2006 год, °C                             | −37,7                                    | −27,2                                    | −17,4                                    | −3,1                                     | 6,1                                      | 15,1                                     | 17,7                                     | 13,5                                     | 7,2                                      | −7,4                                     | −23,1                                    | −25,8                                    | −6,8                                     |
| 2007 год, °C                             | −20,1                                    | −29,7                                    | −17,2                                    | 0,6                                      | 7,9                                      | 14,9                                     | 16,2                                     | 15,0                                     | 7,0                                      | −2,9                                     | −16,7                                    | −25,9                                    | −4,2                                     |
| 2008 год, °C                             | −28,1                                    | −19,6                                    | −8,3                                     | −4,9                                     | 7,9                                      | 18,6                                     | 17,8                                     | 14,4                                     | 4,3                                      | −2,3                                     | −23,7                                    | −35,4                                    | −4,9                                     |
| 2009 год, °C                             | −30,3                                    | −35,0                                    | −18,5                                    | −1,0                                     | 5,3                                      | 17,1                                     | 18,4                                     | 14,3                                     | 7,2                                      | −4,3                                     | −23,8                                    | −34,0                                    | −7,1                                     |
| 2010 год, °C                             | −32,9                                    | −29,0                                    | −17,5                                    | −4,5                                     | 8,8                                      | 15,1                                     | 19,3                                     | 14,3                                     | 4,5                                      | −5,4                                     | −14,4                                    | −36,4                                    | −6,5                                     |
| 2011 год, °C                             | −28,0                                    | −26,7                                    | −10,8                                    | −0,3                                     | 9,1                                      | 16,7                                     | 19,6                                     | 15,0                                     | 3,7                                      | −1,9                                     | −19,2                                    | −29,1                                    | −4,3                                     |
| 2012 год, °C                             | −34,1                                    | −25,7                                    | −21,3                                    | −4,6                                     | 7,8                                      | 16,1                                     | 19,6                                     | 12,5                                     | 8,1                                      | −7,8                                     | −23,0                                    | −32,3                                    | −7,1                                     |
| 2013 год, °C                             | −36,1                                    | −26,4                                    | −18,3                                    | −3,5                                     | 9,3                                      | 16,2                                     | 15,9                                     | 14,8                                     | 6,1                                      | −3,8                                     | −16,7                                    | −26,2                                    | −5,7                                     |
| 2014 год, °C                             | −37,9                                    | −31,5                                    | −11,5                                    | 1,7                                      | 10,5                                     | 16,0                                     | 19,1                                     | 14,4                                     | 5,0                                      | −6,4                                     | −19,7                                    | −30,6                                    | −5,9                                     |
| 2015 год, °C                             | −27,8                                    | −22,7                                    | −12,8                                    | −3,8                                     | 7,9                                      | 14,5                                     | 19,3                                     | 16,9                                     | 5,8                                      | −4,1                                     | −19,3                                    | −23,6                                    | −4,1                                     |
| 2016 год, °C                             | −26,0                                    | −25,9                                    | −10,7                                    | −1,1                                     | 5,5                                      | 14,5                                     | 16,1                                     | 13,0                                     | 7,7                                      | −8,4                                     | −25,5                                    | −29,8                                    | −5,8                                     |
| 2017 год, °C                             | −26,3                                    | −23,7                                    | −9,5                                     | −0,8                                     | 6,2                                      | 17,8                                     | 17,3                                     | 15,4                                     | 5,4                                      | −5,0                                     | −20,9                                    | −33,8                                    | −4,8                                     |
| 2018 год, °C                             | −29,5                                    | −26,7                                    | -9,7                                     | 3,4                                      | 13,7                                     | 23,5                                     | 25,2                                     | 21,7                                     | 12,5                                     | 2,7                                      | -9,6                                     | -19,5                                    | 0,6                                      |
| ---------------------------------------- | ---------------------------------------- | ---------------------------------------- | ---------------------------------------- | ---------------------------------------- | ---------------------------------------- | ---------------------------------------- | ---------------------------------------- | ---------------------------------------- | ---------------------------------------- | ---------------------------------------- | ---------------------------------------- | ---------------------------------------- | ---------------------------------------- |

| Солнечное сияние, часов за месяц. | Солнечное сияние, часов за месяц. | Солнечное сияние, часов за месяц. | Солнечное сияние, часов за месяц. | Солнечное сияние, часов за месяц. | Солнечное сияние, часов за месяц. | Солнечное сияние, часов за месяц. | Солнечное сияние, часов за месяц. | Солнечное сияние, часов за месяц. | Солнечное сияние, часов за месяц. | Солнечное сияние, часов за месяц. | Солнечное сияние, часов за месяц. | Солнечное сияние, часов за месяц. | Солнечное сияние, часов за месяц. |
| Месяц                             | Янв                               | Фев                               | Мар                               | Апр                               | Май                               | Июн                               | Июл                               | Авг                               | Сен                               | Окт                               | Ноя                               | Дек                               | Год                               |
| Солнечное сияние, ч               | 37                                | 116                               | 211                               | 249                               | 267                               | 294                               | 307                               | 242                               | 153                               | 93                                | 60                                | 16                                | 2045                              |
| --------------------------------- | --------------------------------- | --------------------------------- | --------------------------------- | --------------------------------- | --------------------------------- | --------------------------------- | --------------------------------- | --------------------------------- | --------------------------------- | --------------------------------- | --------------------------------- | --------------------------------- | --------------------------------- |

## История
В 1635 году енисейские казаки под предводительством Петра Бекетова основали небольшой острог (крепость). Первоначально Олёкминск располагался напротив устья реки Олёкмы, позже его переместили на 12 км вверх по реке Лене на незатопляемое место.

## Экономика
- лесная промышленность
- мясокомбинат
- хлебозавод
- электростанция
- геологическая партия
- молочная продукция
- золотодобыча
- нефтепровод ВСТО

По территории Олёкминского района проходит нефтепровод «Восточная Сибирь — Тихий океан», газопровод «Сила Сибири».

## Транспорт

### Речной
Из Якутска в Олёкминск ходят пассажирские скоростные речные суда. Линия работает с 1 июня по 30 сентября и обслуживается теплоходами типа: «Метеор», «Ракета», «Восход»; также ходят теплоходы «Восход» по маршруту Ленск — Олёкминск.

### Авиационный
Действует аэропорт Олёкминск. Основными авиапредприятиями, пользующимися услугами «Аэропорт Олёкминск» ФКП «Аэропорты Севера» являются авиакомпании «ИрАэро», «Полярные авиалинии», «КрасАвиа». Полёты осуществляются на самолётах Ан-2, Ан-24, ATR-42.

## Население
| 1855    | 1897    | 1926  | 1939    | 1959    | 1970    | 1979    | 1989    | 1992    |
| ------- | ------- | ----- | ------- | ------- | ------- | ------- | ------- | ------- |
| 209     | ↗1144   | ↗2300 | ↗5182   | ↗7876   | ↗10 646 | ↘10 595 | ↗11 478 | ↘10 600 |
| 1996    | 1998    | 2001  | 2002    | 2003    | 2005    | 2006    | 2007    | 2009    |
| ↗10 700 | ↘10 400 | ↘9800 | ↗10 003 | ↘10 000 | ↘9500   | ↘9300   | ↘9100   | ↘8611   |
| 2010    | 2011    | 2012  | 2013    | 2014    | 2015    | 2016    | 2017    | 2018    |
| ↗9494   | ↘9477   | ↘9383 | ↘9338   | ↘9206   | ↘9178   | ↗9192   | ↗9202   | ↗9213   |
| 2019    | 2020    | 2021  | 2022    | 2023    |         |         |         |         |
| ↗9257   | ↘9164   | ↘8398 | ↘8382   | ↗8457   |         |         |         |         |

На 1 января 2025 года по численности населения город находился на 960-м месте из 1124 городов Российской Федерации.

## Культура
Спасский Собор, одна из старейших церквей Олёкминска, был построен в 1870 году на средства купца Идельгина и пожертвования жителей города. В начале XX века он был разрушен и восстановлен в 2005 году.
Городская набережная построена в 2001 году, после сильнейшего наводнения на Лене.
В центре набережной установлен памятник реке Лене. Трёхметровая скульптура «Красавица Лена» была открыта к 380-летию города.
Скульптура «Карась» была установлена ко Дню города в 2012 году.
В городе работают Музей истории земледелия Якутии имени И. Я. Строда, являющийся филиалом Якутского Государственного музея им. Ярославского, Центральная библиотека г. Олёкминска им. Л. Л. Габышева.
- Памятник воинам-землякам, погибшим в годы Великой Отечественной войны (1941—1945) — мемориальный комплекс в Олёкминске.
- Памятник Кульбертинову Ивану Николаевичу, прославленному снайперу Великой Отечественной войны (1941—1945 гг.).

## Галерея
- Улица Спасская
- Аллея Кульбертинова
- Спасский собор
- Вид на Олёкминск с горки
- Статуя «Река Лена»
- Пешеходная набережная
- Сквер возле пристани
- Пристань

## Топографические карты
- Лист карты P-51-XXXI,XXXII Олёкминск. Масштаб: 1 : 200 000. Состояние местности на 1981 год. Издание 1990 г.